# 卡雷爾一世 (明斯特貝格)
卡雷爾一世（捷克語：Karel I. Minsterberský，1476年5月—1536年5月31日），明斯特貝格公爵，因德日赫一世之子，

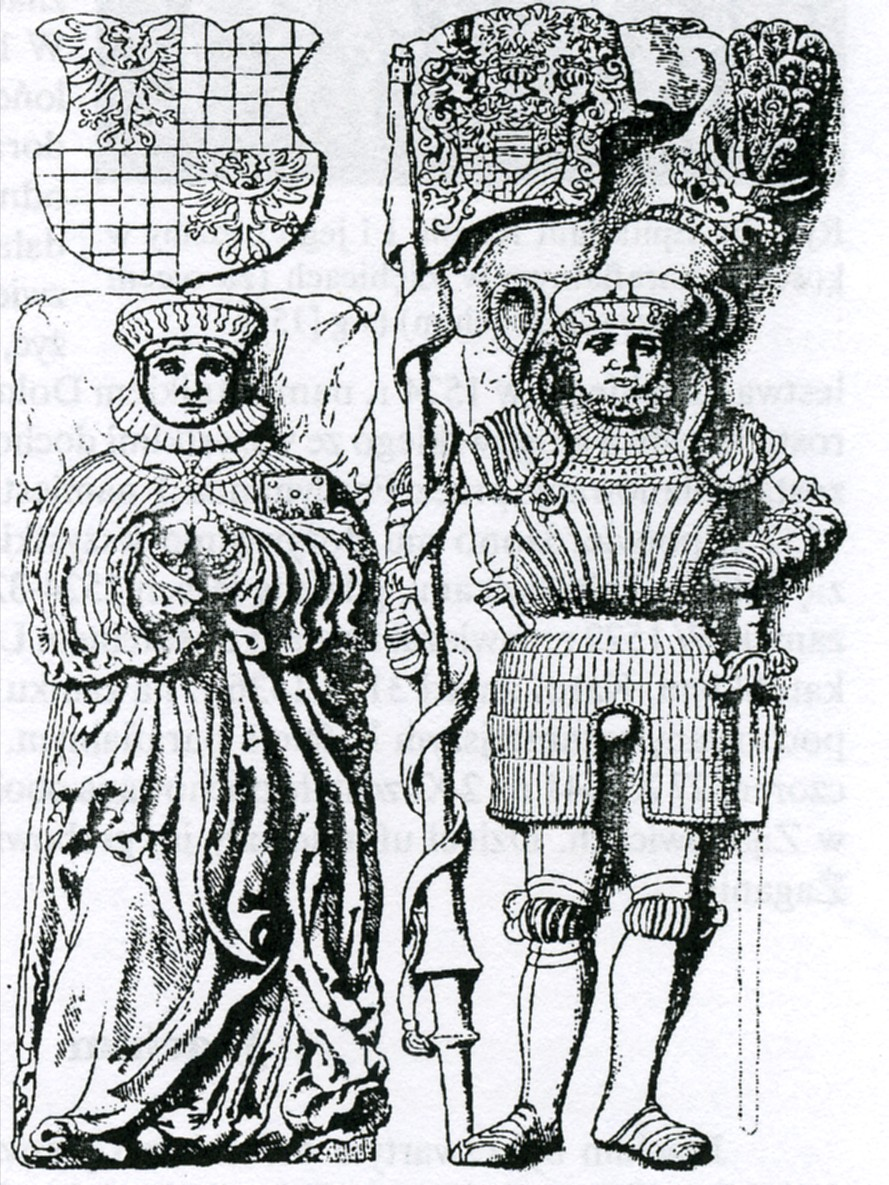
卡雷爾一世（右）

## 家庭
1488年，卡雷爾和薩根公爵揚二世的女兒安娜結婚，兩人共有4子1女：
1. 亞希姆（1503年—1562年）
2. 因德日赫（1507年—1548年）
3. 海德薇卡（英语：Hedwig of Münsterberg-Oels）（1508年—1531年），與安斯巴赫的格奧爾格結婚
4. 揚（1509年—1565年）
5. 伊日（英语：George II, Duke of Münsterberg-Oels）（1512年—1553年）